# ビワ (馬主)
有限会社ビワは、日本中央競馬会（JRA）に登録されていた法人馬主である。勝負服の柄は白、赤菱山形、水色袖。冠名には社名より「ビワ」を用いた。代表者は中島智津子。

## 概要
もともと個人でJRAに馬主登録されていた中島勇が、法人へ変更したことにより有限会社ビワとして馬主登録された。勝負服の柄は中島が使用していた黒、桃鋸歯形を受け継いで使用していたが、後に白、赤菱山形、水色袖に変更されている。

### 略歴
- 1992年 - デイリー杯3歳ステークスをビワハヤヒデが制し、重賞競走初勝利。
- 1993年 - 菊花賞をビワハヤヒデが制して所有馬がGI競走初勝利を挙げている。ビワハヤヒデは1993年にJRA賞年度代表馬とJRA賞最優秀4歳牡馬、翌1994年にはJRA賞最優秀5歳以上牡馬を受賞した。
- 1995年 - ビワハイジがJRA賞最優秀3歳牝馬を受賞した。
- 2002年 - 代表の中島勇が死去[2]、その後12月4日に代表者が中島勇から中島智津子に変更される[3]。
- 2003年 - ビワシンセイキがかきつばた記念を制して所有馬がダートグレード競走初勝利を挙げた。
- 2004年 - 馬主業から撤退した。

## 主な所有馬

### GI競走優勝馬
- ビワハヤヒデ（1992年デイリー杯3歳ステークス、1993年神戸新聞杯、菊花賞、1994年 京都記念、天皇賞・春、宝塚記念、オールカマー）
- ビワハイジ（1995年札幌3歳ステークス、阪神3歳牝馬ステークス、1998年京都牝馬特別）

### 重賞競走優勝馬
- ビワタケヒデ（1998年ラジオたんぱ賞）
- ビワシンセイキ（2003年かきつばた記念、とちぎマロニエカップ）